# Samson Hochfeld
Samson Hochfeld (ur. 21 lipca 1872 w Höxter; zm. 10 sierpnia 1921 w Berlinie) – rabin i żydowski uczony. Od 1897 do 1903 rabin (potem nadrabin) Frankfurtu nad Odrą nurtu reformowanego (liberalnego), następnie od 1903 do 1907 rabin Düsseldorfu.
W 1888 r. zdał maturę, potem studiował w Berlinie. 13 marca 1893 uzyskał doktorat na Uniwersytecie w Halle.
Zmarł na zawał serca. Został pochowany w alei zasłużonych na cmentarzu żydowskim w Berlinie-Weißensee.